# Saison 2019-2020 du Bayern Munich
Maillots
Chronologie
Saison précédente Saison suivante
La saison 2019-2020 du Bayern Munich est la 55e saison sans interruption en Bundesliga, avec 29 titres de champion d'Allemagne et 19 Coupes d'Allemagne c'est le club le plus titré en Allemagne, ce qui lui vaut le surnom de Rekordmeister. Le Bayern Munich démarre cette saison avec Niko Kovač comme entraîneur.

## Transferts

### Transferts estivaux
| Nom               | Nationalité  | Poste     | Transfert         | Provenance/Destination   | Division     |
| ----------------- | ------------ | --------- | ----------------- | ------------------------ | ------------ |
| Arrivées          |              |           |                   |                          |              |
| Lucas Hernandez   | France       | Défenseur | Transfert (80M€)  | Atlético Madrid          | LaLiga       |
| Benjamin Pavard   | France       | Défenseur | Transfert (35M€)  | VfB Stuttgart            | Bundesliga   |
| Jann-Fiete Arp    | Allemagne    | Attaquant | Transfert (3M€)   | Hambourg SV              | 2.Bundesliga |
| Ivan Perišić      | Croatie      | Attaquant | Prêt              | Inter Milan              | Série A      |
| Philippe Coutinho | Brésil       | Milieu    | Prêt              | Barcelone                | LaLiga       |
| Michaël Cuisance  | France       | Milieu    | Transfert (10M€)  | Borussia Mönchengladbach | Bundesliga   |
| Marco Friedl      | Autriche     | Défenseur | Retour de prêt    | Werder Brême             | Bundesliga   |
| Départs           |              |           |                   |                          |              |
| Rafinha           | Brésil       | Défenseur | Fin de contrat    | Flamengo                 | Brasileirão  |
| Franck Ribéry     | France       | Attaquant | Fin de contrat    | ACF Fiorentina           | Série A      |
| Arjen Robben      | Pays-Bas     | Attaquant | Fin de contrat    | Retraite                 | Retraite     |
| James Rodríguez   | Colombie     | Milieu    | Fin de prêt       | Real Madrid              | LaLiga       |
| Marco Friedl      | Autriche     | Défenseur | Transfert (3,5M€) | Werder Brême             | Bundesliga   |
| Mats Hummels      | Allemagne    | Défenseur | Transfert (38M€)  | Borussia Dortmund        | Bundesliga   |
| Jeong Woo-yeong   | Corée du Sud | Milieu    | Transfert         | SC Fribourg              | Bundesliga   |

### Transferts hivernaux
| Nom              | Nationalité | Poste     | Transfert | Provenance/Destination | Division |
| ---------------- | ----------- | --------- | --------- | ---------------------- | -------- |
| Arrivées         |             |           |           |                        |          |
| Álvaro Odriozola | Espagne     | Défenseur | Prêt      | Real Madrid            | LaLiga   |
| Départs          |             |           |           |                        |          |

## Compétitions
| Bundesliga           | Ligue des Champions                         | Coupe d'Allemagne                        | Supercoupe d'Allemagne                    |
| Vainqueur 82 points  | Vainqueur face au Paris Saint-Germain (1-0) | Vainqueur face au Bayer Leverkusen (4-2) | Finaliste face au Borussia Dortmund (2-0) |
| 26 V 4 N 4 D         | 11 V 0 N 0 D                                | 6 V 0 N 0 D                              | 0 V 0 N 1 D                               |
| TOTAL : 43 V 4 N 5 D |                                             |                                          |                                           |

### Supercoupe d'Allemagne
Lors de cette supercoupe d'Allemagne, les hommes de Niko Kovač affrontaient le Borussia Dortmund, quoi de mieux pour commencer la saison qu'un Klassiker, cependant, après une première période alarmante malgré la forte possession de balle du Bayern, les hommes de Kovač encaissent un but dès le retour après la pause avant d'en prendre un autre à l'heure de jeu, les esprits se chauffent et le Bayern perd finalement le match malgré une domination en fin de match.

### Championnat

#### Journées 1 à 5
Pour son premier match, le Bayern Munich est tenu en échec par le Hertha Berlin. Dominateurs tout au long du match et surtout en deuxième période, les Bavarois n'ont pas réussi à trouver la solution pour venir à bout d'une défense regroupée dans ses 30 derniers mètres. Ils lancent leur championnat par un match nul. La machine est lancée. Après un démarrage mitigé contre le Hertha Berlin, le Bayern Munich avait l'occasion d'entrer pleinement dans cette campagne 2019-20. Et rien de tel qu'un grand classique en Allemagne avec un déplacement à Gelsenkirchen pour renforcer la confiance. Le contrat est rempli pour l'équipe de Kovac, plus efficace que Schalke 04. Mené au score rapidement, le Bayern n'a finalement fait qu'une bouchée de Mayence lors de la 3e journée de Bundesliga, notamment grâce au premier but de Benjamin Pavard, "une frappe de batard" qui plus est. Le Bayern Munich avait à cœur de reprendre son bien le plus précieux : la première place de Bundesliga. À tel point que les hommes de Niko Kovac n’ont attendu que 3 minutes pour prendre l’avantage sur la pelouse de Leipzig, dans le cadre de la 4e journée du championnat, mais les Bavarois n’ont pas réussi à enfoncer le clou. Le Bayern Munich remonte sur le podium et prend provisoirement la tête du Championnat avec cette nette victoire aux dépens du mal-classé Cologne.

#### Journées 6 à 10
Munich s'impose dans la difficulté à Paderborn malgré une domination outrageuse de la part des Bavarois. En tête grâce à Gnabry et Coutinho, le Bayern a laissé ses adversaires revenir avec les coups de canon de Pröger et Collins. Et c'est encore une fois Lewandowski qui marque le but décisif ! Sensation, à l'Allianz-Arena, où Hoffenheim s'impose pour la première fois de son histoire grâce au doublé de l'Arménien Adamyan. Malgré le 11e but de Lewandowski, buteur lors des 7 premières journées, le Bayern Munich, brouillon et imprécis, concède une première défaite en Bundesliga, cette saison. Le Bayern Munich concède deux nouveaux points dans le temps additionnel après avoir pensé renverser Augsbourg. Mené dès la première minute, le club bavarois pensait avoir fait le plus dur grâce à Lewandowski et Gnabry, mais Finnbogason a arraché l'égalisation après un gros raté de Müller. Le Bayern a dominé cette rencontre, sans jamais se mettre complètement à l'abri, notamment à cause d'un excellent Gikiewicz dans le but de l'Union Berlin. Porté par un Lewandowski record, Munich prend provisoirement la tête de la Bundesliga avant les matches des leaders. Au terme d'un match à sens unique, Francfort, qui attendait un succès en Bundesliga face au Bayern depuis mars 2010, a corrigé un Champion sortant dépassé et très vite à dix (Boateng exclu). En danger, Kovac, le coach, va devoir trouver des solutions avant d'accueillir l'Olympiakos et Dortmund.

#### Journées 11 à 15
Une semaine après la claque reçue à Francfort, le Bayern Munich, métamorphosé, a surclassé Dortmund, dépassé. Pavard et Coman, excellents, ont participé au festival offensif à l'Allianz-Arena, où Lewandowski a inscrit un doublé. Le Polonais a été décisif lors des 11 dernières journée. Le Bayern surclasse Düsseldorf et se place à un point du leader M'Gladbach, battu dans le même temps chez l'Union Berlin (2-0). Les buts des Français Pavard et Tolisso ont lancé les Munichois qui ont pu ensuite gérer après la pause, sûrs de leur force à trois jours du déplacement de Ligue des champions à Belgrade.

#### Journées 16 et 17
Le Bayern Munich a survécu à une frayeur considérable à Fribourg en inscrivant des buts tardifs pour se classer troisième de la Bundesliga grâce à des buts des jeunes pépite du bayern en la personne de Alphonso Davies et Joshua Zirkzee qui ont sauvé la mise. Vainqueur lors de ses deux dernières rencontres de Bundesliga, le Bayern Munich, incapable de réaliser la passe de trois en championnat depuis avril 2019, avait l'intention de mettre fin à cette série inhabituelle, avec la réception de Wolfsburg. Néanmoins,les Bavarois ont longtemps peiné face à des visiteurs appliqués et disciplinés.

#### Journées 23 à 27
Le champion allemand s'en sort bien face à la lanterne rouge en faisant la différence à deux minutes de la fin du temps réglementaire grâce à l'inévitable Lewandowski, auteur d'un doublé.

#### Journées 28 à 32
Le Bayern remporte une victoire capitale sur la pelouse du Borussia Dormtund et repousse son rival à sept longueurs, six journées avant la fin. Les joueurs de Flick, plus solides collectivement, ont dû leur salut à un bijou de Kimmich juste avant la pause. Victoire éclatante du Bayern Munich contre Düsseldorf qui prend provisoirement 10 points d'avance sur Dortmund avant le match du Borussia contre Paderborn. Lewandowski a désormais marqué contre toutes les équipes de Bundesliga, Pavard, décisif sur les deux premiers buts et Hernandez qui sort à la pause sur blessure. Après 20 premières minutes délicates, marquées par le but d'Alario, le Bayern Munich a ensuite parfaitement réagi pour finalement s'imposer fort logiquement face au Bayer Leverkusen. Les Bavarois filent plus que jamais vers le 30e titre de leur histoire en Bundesliga. Le Bayern Munich s'impose dans la douleur face à un Borussia M'Gladbach performant malgré la blessure de Thuram. D'abord malheureux sur un but contre son camp, Pavard a pris sa revanche en offrant le but de la victoire à Goretzka. Les Bavarois n'ont besoin que d'un succès à Brême pour fêter leur 30e titre. Réduit à dix, le Bayern Munich remporte un 24e succès cette saison et décroche le 30e titre de son histoire. Sur une ouverture de Boateng, Lewandowski, auteur d'un splendide enchaînement, a offert le 8e sacre consécutif au Bayern Munich.

#### Journées 33 et 34
Le Bayern Munich, champion d'Allemagne depuis quelques jours, a ajouté trois points de plus à son compteur en s'imposant contre Fribourg sur le score de 3 buts à 1. Une dernière victoire à domicile cette saison pour les Bavarois, avant de se déplacer à Wolfsbourg pour la dernière journée. Champion d’Allemagne depuis deux semaines, le Bayern Munich a mis un point d’honneur à achever de la meilleure des manières sa saison en Bundesliga. Les hommes de Flick sont allés battre ceux de Wolfsburg chez eux. Un succès facile sur le score de 4 but à 0.

#### Classement
| Rang | Équipe                   | Pts | J  | G  | N  | P | Bp  | Bc | Diff | Qualification ou relégation                                      |
| ---- | ------------------------ | --- | -- | -- | -- | - | --- | -- | ---- | ---------------------------------------------------------------- |
| 1    | Bayern Munich (C)        | 82  | 34 | 26 | 4  | 4 | 100 | 32 | +68  | Qualification pour la phase de groupes de la Ligue des champions |
| 2    | Borussia Dortmund        | 69  | 34 | 21 | 6  | 7 | 84  | 41 | +43  | Qualification pour la phase de groupes de la Ligue des champions |
| 3    | RB Leipzig               | 66  | 34 | 18 | 12 | 4 | 81  | 37 | +44  | Qualification pour la phase de groupes de la Ligue des champions |
| 4    | Borussia Mönchengladbach | 65  | 34 | 20 | 5  | 9 | 66  | 40 | +26  | Qualification pour la phase de groupes de la Ligue des champions |
| 5    | Bayer 04 Leverkusen      | 63  | 34 | 19 | 6  | 9 | 61  | 44 | +17  | Qualification pour la phase de groupes de la Ligue Europa        |

1. ↑  Depuis que le vainqueur de la DFB-Pokal, Bayern Munich qualifie pour la Ligue des Champions grâce à la position en championnat, la phase des groupes de Ligue Europa est passé à la sixième place et le deuxième tour de qualification de la Ligue Europa est passé à la septième place.

#### Évolution du classement et des résultats
| Journée  | 1  | 2  | 3  | 4  | 5  | 6   | 7  | 8  | 9  | 10 | 11 | 12 | 13 | 14 | 15 | 16 | 17 | 18 | 19 | 20  | 21  | 22  | 23  | 24  | 25  | 26  | 27  | 28  | 29  | 30  | 31  | 32  | 33  | 34  | Journées en tête |
| -------- | -- | -- | -- | -- | -- | --- | -- | -- | -- | -- | -- | -- | -- | -- | -- | -- | -- | -- | -- | --- | --- | --- | --- | --- | --- | --- | --- | --- | --- | --- | --- | --- | --- | --- | ---------------- |
| Résultat | N  | V  | V  | N  | V  | V   | D  | N  | V  | D  | V  | V  | D  | D  | V  | V  | V  | V  | V  | V   | N   | V   | V   | V   | V   | V   | V   | V   | V   | V   | V   | V   | V   | V   | —                |
| Rang     | 8e | 6e | 2e | 4e | 2e | 1er | 3e | 3e | 2e | 4e | 3e | 3e | 4e | 7e | 5e | 3e | 3e | 2e | 2e | 1er | 1er | 1er | 1er | 1er | 1er | 1er | 1er | 1er | 1er | 1er | 1er | 1er | 1er | 1er | 16               |

### Ligue des Champions

#### Parcours en Ligue des Champions

##### Phase de groupes
| Rang | Équipe                   | Pts | J | G | N | P | Bp | Bc | Diff |  | Résultats (▼ dom., ► ext.) |     |     |     |     |
| ---- | ------------------------ | --- | - | - | - | - | -- | -- | ---- |  | -------------------------- | --- | --- | --- | --- |
| 1    | Bayern Munich            | 18  | 6 | 6 | 0 | 0 | 24 | 5  | +19  |  | Bayern Munich              |     | 3-1 | 2-0 | 3-0 |
| 2    | Tottenham Hotspur        | 10  | 6 | 3 | 1 | 2 | 18 | 14 | +4   |  | Tottenham Hotspur          | 2-7 |     | 4-2 | 5-0 |
| 3    | Olympiakos               | 4   | 6 | 1 | 1 | 4 | 8  | 14 | -6   |  | Olympiakos                 | 2-3 | 2-2 |     | 1-0 |
| 4    | Étoile rouge de Belgrade | 3   | 6 | 1 | 0 | 5 | 3  | 20 | -17  |  | Étoile rouge de Belgrade   | 0-6 | 0-3 | 3-1 |     |

### Coupe d'Allemagne
Comme la plupart des équipes de l’élite, le Bayern Munich a rempli sa mission lors du premier tour de la Coupe d’Allemagne. Sur la pelouse de l’Energie Cottbus, une équipe de D3, les champions d’Allemagne l’ont emporté tranquillement et sans forcer 3-1. Intraitable en Ligue des Champions, le Bayern l'est moins qu'à l'accoutumée cette saison à l'échelle nationale, mené au score à la pause, le Bayern est parvenu à inverser la tendance dans les 10 dernières minutes de jeu et à s'imposer de justesse face au VfL Bochum.

## Effectif professionnel
En grisé, les sélections de joueurs internationaux chez les jeunes mais n'ayant jamais été appelés aux échelons supérieur une fois l'âge limite dépassé.

## Statistiques

### Statistiques collectives
| Compétition            | Débute au tour   | Termine   | Matches joués | Gagnés | Nuls | Perdus | Buts pour | Buts contre | Différence |
| ---------------------- | ---------------- | --------- | ------------- | ------ | ---- | ------ | --------- | ----------- | ---------- |
| Bundesliga             | -                | Vainqueur | 34            | 26     | 4    | 4      | 100       | 32          | +68        |
| Ligue des Champions    | Phase de groupes | Vainqueur | 11            | 11     | 0    | 0      | 43        | 8           | +35        |
| Coupe d'Allemagne      | Premier tour     | Vainqueur | 6             | 6      | 0    | 0      | 16        | 8           | +8         |
| Supercoupe d'Allemagne | Finale           | Finaliste | 1             | 0      | 0    | 1      | 0         | 2           | -2         |
| Total                  | -                | -         | 52            | 43     | 4    | 5      | 159       | 50          | +109       |

### Statistiques individuelles
(Mis à jour le 4 juillet 2020)
| Numéro | Nat. | Nom           | Championnat | Championnat | Championnat    | Championnat | Championnat  | Ligue des champions | Ligue des champions | Ligue des champions | Ligue des champions | Ligue des champions | Coupe d'Allemagne | Coupe d'Allemagne | Coupe d'Allemagne | Coupe d'Allemagne | Coupe d'Allemagne | Supercoupe d'Allemagne | Supercoupe d'Allemagne | Supercoupe d'Allemagne | Supercoupe d'Allemagne | Supercoupe d'Allemagne | Total | Total       | Total          | Total  | Total        |
| Numéro | Nat. | Nom           | M.j.        | But inscrit | Passe décisive | Averti      | Carton rouge | M.j.                | But inscrit         | Passe décisive      | Averti              | Carton rouge        | M.j.              | But inscrit       | Passe décisive    | Averti            | Carton rouge      | M.j.                   | But inscrit            | Passe décisive         | Averti                 | Carton rouge           | M.j.  | But inscrit | Passe décisive | Averti | Carton rouge |
| ------ | ---- | ------------- | ----------- | ----------- | -------------- | ----------- | ------------ | ------------------- | ------------------- | ------------------- | ------------------- | ------------------- | ----------------- | ----------------- | ----------------- | ----------------- | ----------------- | ---------------------- | ---------------------- | ---------------------- | ---------------------- | ---------------------- | ----- | ----------- | -------------- | ------ | ------------ |
| 1      |      | Neuer         | 29          | 0           | 0              | 0           | 0            | 8                   | 0                   | 0                   | 1                   | 0                   | 6                 | 0                 | 0                 | 0                 | 0                 | 1                      | 0                      | 0                      | 0                      | 0                      | 44    | 0           | 0              | 1      | 0            |
| 2      |      | Odriozola     | 2           | 0           | 0              | 0           | 0            | 0                   | 0                   | 0                   | 0                   | 0                   | 1                 | 0                 | 0                 | 0                 | 0                 | 0                      | 0                      | 0                      | 0                      | 0                      | 3     | 0           | 0              | 0      | 0            |
| 4      |      | Süle          | 8           | 0           | 0              | 1           | 0            | 3                   | 0                   | 0                   | 0                   | 0                   | 1                 | 0                 | 0                 | 0                 | 0                 | 1                      | 0                      | 0                      | 0                      | 0                      | 13    | 0           | 0              | 1      | 0            |
| 5      |      | Pavard        | 28          | 4           | 0              | 5           | 0            | 7                   | 0                   | 0                   | 0                   | 0                   | 6                 | 0                 | 0                 | 1                 | 0                 | 1                      | 0                      | 0                      | 0                      | 0                      | 42    | 4           | 0              | 6      | 0            |
| 6      |      | Thiago        | 23          | 3           | 0              | 7           | 0            | 7                   | 0                   | 0                   | 2                   | 0                   | 5                 | 0                 | 0                 | 1                 | 0                 | 1                      | 0                      | 0                      | 0                      | 0                      | 35    | 3           | 0              | 10     | 0            |
| 8      |      | Martinez      | 14          | 0           | 0              | 3           | 1            | 6                   | 0                   | 0                   | 0                   | 0                   | 1                 | 0                 | 0                 | 0                 | 0                 | 0                      | 0                      | 0                      | 0                      | 0                      | 21    | 0           | 0              | 3      | 1            |
| 9      |      | Lewandowski   | 27          | 31          | 0              | 4           | 0            | 7                   | 12                  | 0                   | 0                   | 0                   | 5                 | 6                 | 0                 | 0                 | 0                 | 1                      | 0                      | 0                      | 1                      | 0                      | 40    | 49          | 0              | 5      | 0            |
| 10     |      | Coutinho      | 22          | 8           | 0              | 0           | 0            | 8                   | 3                   | 0                   | 0                   | 0                   | 4                 | 0                 | 0                 | 0                 | 0                 | 0                      | 0                      | 0                      | 0                      | 0                      | 34    | 12          | 0              | 0      | 0            |
| 11     |      | Cuisance      | 8           | 0           | 0              | 1           | 0            | 0                   | 0                   | 0                   | 0                   | 0                   | 1                 | 0                 | 0                 | 0                 | 0                 | 0                      | 0                      | 0                      | 0                      | 0                      | 9     | 0           | 0              | 1      | 0            |
| 14     |      | Perišić       | 19          | 4           | 0              | 1           | 0            | 7                   | 2                   | 0                   | 0                   | 0                   | 3                 | 1                 | 0                 | 1                 | 0                 | 0                      | 0                      | 0                      | 0                      | 0                      | 29    | 7           | 0              | 2      | 0            |
| 15     |      | Arp           | 0           | 0           | 0              | 0           | 0            | 0                   | 0                   | 0                   | 0                   | 0                   | 0                 | 0                 | 0                 | 0                 | 0                 | 0                      | 0                      | 0                      | 0                      | 0                      | 0     | 0           | 0              | 0      | 0            |
| 16     |      | Dajaku        | 2           | 0           | 0              | 0           | 0            | 0                   | 0                   | 0                   | 0                   | 0                   | 0                 | 0                 | 0                 | 0                 | 0                 | 0                      | 0                      | 0                      | 0                      | 0                      | 2     | 0           | 0              | 0      | 0            |
| 17     |      | Boateng       | 20          | 0           | 0              | 5           | 1            | 6                   | 0                   | 0                   | 0                   | 0                   | 4                 | 0                 | 0                 | 0                 | 0                 | 1                      | 0                      | 0                      | 1                      | 0                      | 30    | 0           | 0              | 6      | 1            |
| 18     |      | Goretzka      | 20          | 5           | 0              | 2           | 0            | 5                   | 1                   | 0                   | 0                   | 0                   | 5                 | 1                 | 0                 | 0                 | 0                 | 1                      | 0                      | 0                      | 0                      | 0                      | 30    | 7           | 0              | 2      | 0            |
| 19     |      | Davies        | 25          | 3           | 0              | 1           | 0            | 5                   | 0                   | 0                   | 0                   | 0                   | 5                 | 0                 | 0                 | 0                 | 0                 | 1                      | 0                      | 0                      | 0                      | 0                      | 36    | 3           | 0              | 1      | 0            |
| 21     |      | Hernández     | 15          | 0           | 0              | 3           | 0            | 3                   | 0                   | 0                   | 0                   | 0                   | 3                 | 0                 | 0                 | 1                 | 0                 | 0                      | 0                      | 0                      | 0                      | 0                      | 21    | 0           | 0              | 4      | 0            |
| 22     |      | Gnabry        | 27          | 11          | 0              | 0           | 0            | 7                   | 7                   | 0                   | 1                   | 0                   | 5                 | 2                 | 0                 | 0                 | 0                 | 0                      | 0                      | 0                      | 0                      | 0                      | 39    | 20          | 0              | 1      | 0            |
| 24     |      | Tolisso       | 13          | 1           | 0              | 0           | 0            | 7                   | 2                   | 0                   | 0                   | 0                   | 4                 | 0                 | 0                 | 1                 | 0                 | 1                      | 0                      | 0                      | 0                      | 0                      | 25    | 3           | 0              | 1      | 0            |
| 25     |      | Müller        | 29          | 7           | 0              | 3           | 0            | 7                   | 4                   | 0                   | 0                   | 0                   | 6                 | 2                 | 0                 | 0                 | 0                 | 1                      | 0                      | 0                      | 0                      | 0                      | 43    | 13          | 0              | 3      | 0            |
| 26     |      | Ulreich       | 1           | 0           | 0              | 0           | 0            | 0                   | 0                   | 0                   | 0                   | 0                   | 0                 | 0                 | 0                 | 0                 | 0                 | 0                      | 0                      | 0                      | 0                      | 0                      | 1     | 0           | 0              | 0      | 0            |
| 27     |      | Alaba         | 24          | 1           | 0              | 0           | 0            | 5                   | 0                   | 0                   | 0                   | 0                   | 5                 | 1                 | 0                 | 1                 | 0                 | 1                      | 0                      | 0                      | 0                      | 0                      | 35    | 2           | 0              | 1      | 0            |
| 28     |      | Singh         | 2           | 0           | 0              | 0           | 0            | 0                   | 0                   | 0                   | 0                   | 0                   | 0                 | 0                 | 0                 | 0                 | 0                 | 0                      | 0                      | 0                      | 0                      | 0                      | 2     | 0           | 0              | 0      | 0            |
| 29     |      | Coman         | 20          | 2           | 0              | 1           | 0            | 7                   | 2                   | 0                   | 0                   | 0                   | 4                 | 1                 | 0                 | 0                 | 0                 | 1                      | 0                      | 0                      | 0                      | 0                      | 32    | 5           | 0              | 1      | 0            |
| 32     |      | Kimmich       | 29          | 2           | 0              | 6           | 0            | 8                   | 2                   | 0                   | 2                   | 0                   | 6                 | 1                 | 0                 | 1                 | 0                 | 1                      | 0                      | 0                      | 1                      | 0                      | 44    | 5           | 0              | 10     | 0            |
| 34     |      | Batista-Meier | 1           | 0           | 0              | 0           | 0            | 0                   | 0                   | 0                   | 0                   | 0                   | 0                 | 0                 | 0                 | 0                 | 0                 | 0                      | 0                      | 0                      | 0                      | 0                      | 1     | 0           | 0              | 0      | 0            |
| 35     |      | Zirkzee       | 9           | 4           | 0              | 0           | 0            | 1                   | 0                   | 0                   | 0                   | 0                   | 2                 | 0                 | 0                 | 0                 | 0                 | 0                      | 0                      | 0                      | 0                      | 0                      | 12    | 4           | 0              | 0      | 0            |
| 35     |      | Sanches       | 1           | 0           | 0              | 0           | 0            | 0                   | 0                   | 0                   | 0                   | 0                   | 1                 | 0                 | 0                 | 0                 | 0                 | 1                      | 0                      | 0                      | 0                      | 0                      | 3     | 0           | 0              | 0      | 0            |
| 38     |      | Wriedt        | 1           | 0           | 0              | 0           | 0            | 0                   | 0                   | 0                   | 0                   | 0                   | 0                 | 0                 | 0                 | 0                 | 0                 | 0                      | 0                      | 0                      | 0                      | 0                      | 1     | 0           | 0              | 0      | 0            |
| 41     |      | Richards      | 1           | 0           | 0              | 0           | 0            | 0                   | 0                   | 0                   | 0                   | 0                   | 0                 | 0                 | 0                 | 0                 | 0                 | 0                      | 0                      | 0                      | 0                      | 0                      | 1     | 0           | 0              | 0      | 0            |
| 42     |      | Musiala       | 1           | 0           | 0              | 0           | 0            | 0                   | 0                   | 0                   | 0                   | 0                   | 0                 | 0                 | 0                 | 0                 | 0                 | 0                      | 0                      | 0                      | 0                      | 0                      | 1     | 0           | 0              | 0      | 0            |

### Affluence
Affluence du Bayern Munich à domicile